# Cilli Wang

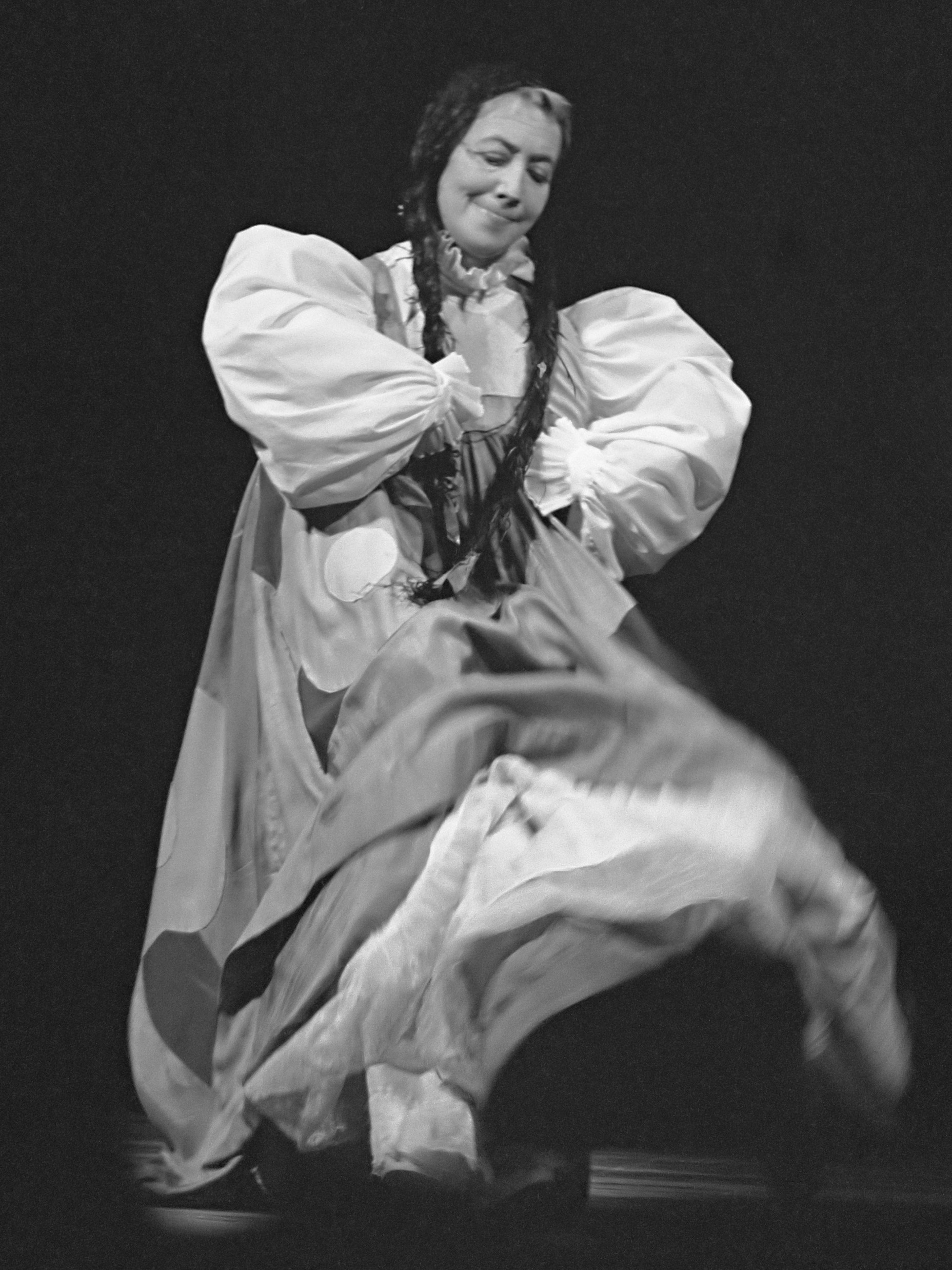
Cilli Wang in 1961

Cilli Wang (Wenen, 1 februari 1909 – aldaar, 10 juli 2005) was een in Oostenrijk geboren Nederlandse danseres, cabaretier en theatermaakster. Aanvankelijk was Wang bekend als danseres en later als cabaretier in Oostenrijk en Duitsland. Toen Oostenrijk in 1938 opging in het Groot-Duitse rijk, vluchtte ze naar Nederland en vroeg asiel aan. Na de Tweede Wereldoorlog speelde ze bij diverse Nederlandse cabaretgezelschappen en speelde tot in de jaren zeventig van de vorige eeuw solovoorstellingen.

## Jonge jaren (1909-1937)
Zäzilie Wang (Cilli was haar bijnaam en artiestennaam) studeerde dans in Wenen. Haar debuut als danseres was in 1929, waarbij ze danste op voordrachten van Ernst Ceiss. In 1932 huwde ze de Oostenrijkse schrijver, dichter en filosoof Hans Schlesinger, schrijver van het solotoneelstuk Harlekinade, waarin Wang de solo vertolkte. In 1932 ging ze naar Berlijn en speelde daar voor diverse cabaretgezelschappen, zoals Werner Fincks Cabaret, Der Blaue Vogel en Die Pfeffermühle van Erika Mann. In 1936 begon ze met haar man het cabaret de Fröhliche Landtmann in Wenen.

## Ballingschap  (1938-1945)
In 1938 traden Wang en haar man op in Zweden. Tijdens deze tournee vond de Anschluss plaats tussen Oostenrijk en nazi-Duitsland. Aangezien zowel Wang als Hans Schlesinger joods waren, vreesden ze voor hun leven en weken ze uit naar Nederland. 
In Nederland ging Wang samenwerken met de Duitse Alice Dorell en werd onderdeel van ‘Cabaret Pinguin’. In 1939 en 1940 trad Wang op met het ABC-cabaret van Wim Kan en Corry Vonk, & had ze gastoptredens bij cabaret De Mallemolen van Cor Ruys. Ook deed Wang enige solo-optredens met dans en voordrachten in Amsterdam en Scheveningen en speelde ze in de revue. Wang creëerde een groot aantal magische en absurde personages, zoals Max en Moritz, een Haagse dame, een ballerina, een glazenwasser en een Tiroolse boerenvrouw. Ze gebruikte dans, mime, acteren, clownerie, muziek, tekst en acrobatiek om de personages neer te zetten. In mei 1940 werd Nederland bezet door nazi-Duitsland en al snel namen de bezetters anti-Joodse maatregelen. In 1941 kregen ze een oproep voor deportatie naar een werkkamp (een eufemisme van de nazi's voor een vernietigingskamp). Wang en haar man wantrouwden de oproep en zochten een onderduikadres.

## Latere jaren (1945-1971)
In april 1945 bezweek Hans Schlesinger aan de gevolgen van het uitputtende bestaan als onderduiker. Wang overleefde de oorlog en ging na de bevrijding weer aan het werk. Ze trad op in het Kurhauscabaret van Cor Ruys, speelde opnieuw in het ABC-cabaret van Wim Kan en deed haar eerste solodansproject in 1946. Voor het eerst waren er geen voordrachten, alleen de pianobegeleiding van Wim de Vries. De Vries werd haar vaste begeleider. Ze speelde weer een aantal personages en vierde over de hele wereld triomfen met haar shows. In 1952 liet ze zich tot Nederlander naturaliseren. Ze speelde door tot 1971. In dat jaar ging Wim de Vries met pensioen en vond ook Wang het genoeg. In 1975 keerde ze terug naar haar geboortestad Wenen. Ze bleef Nederlander, al nam ze het de Oostenrijkse regering niet kwalijk dat haar hele familie door de nazi's was vermoord. Aangezien ze zich thuis voelde in Wenen, bleef ze er wonen tot ze op 10 juli 2005 overleed.

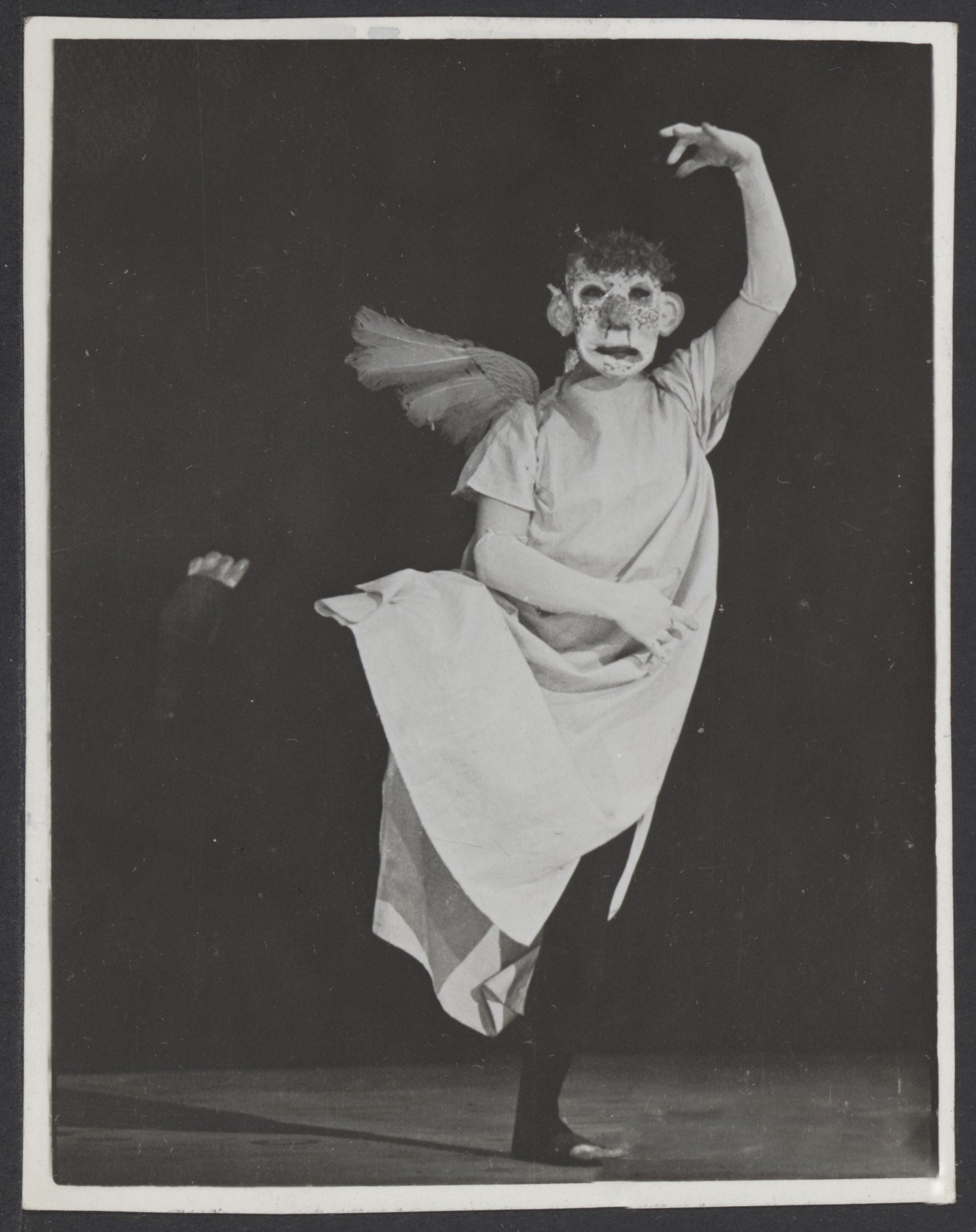
Spoken Cilli Wang (1947)
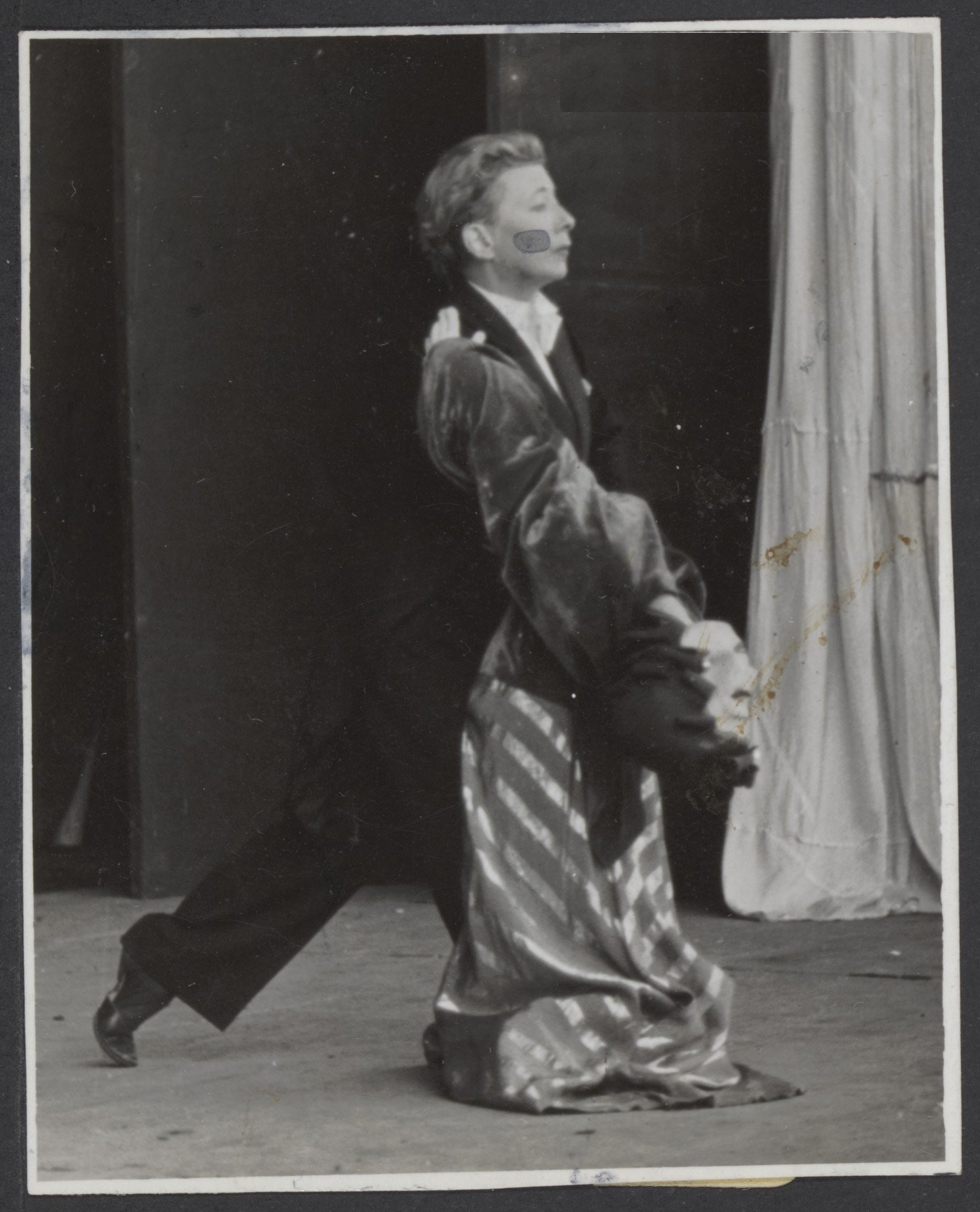
Het mondaine danspaar
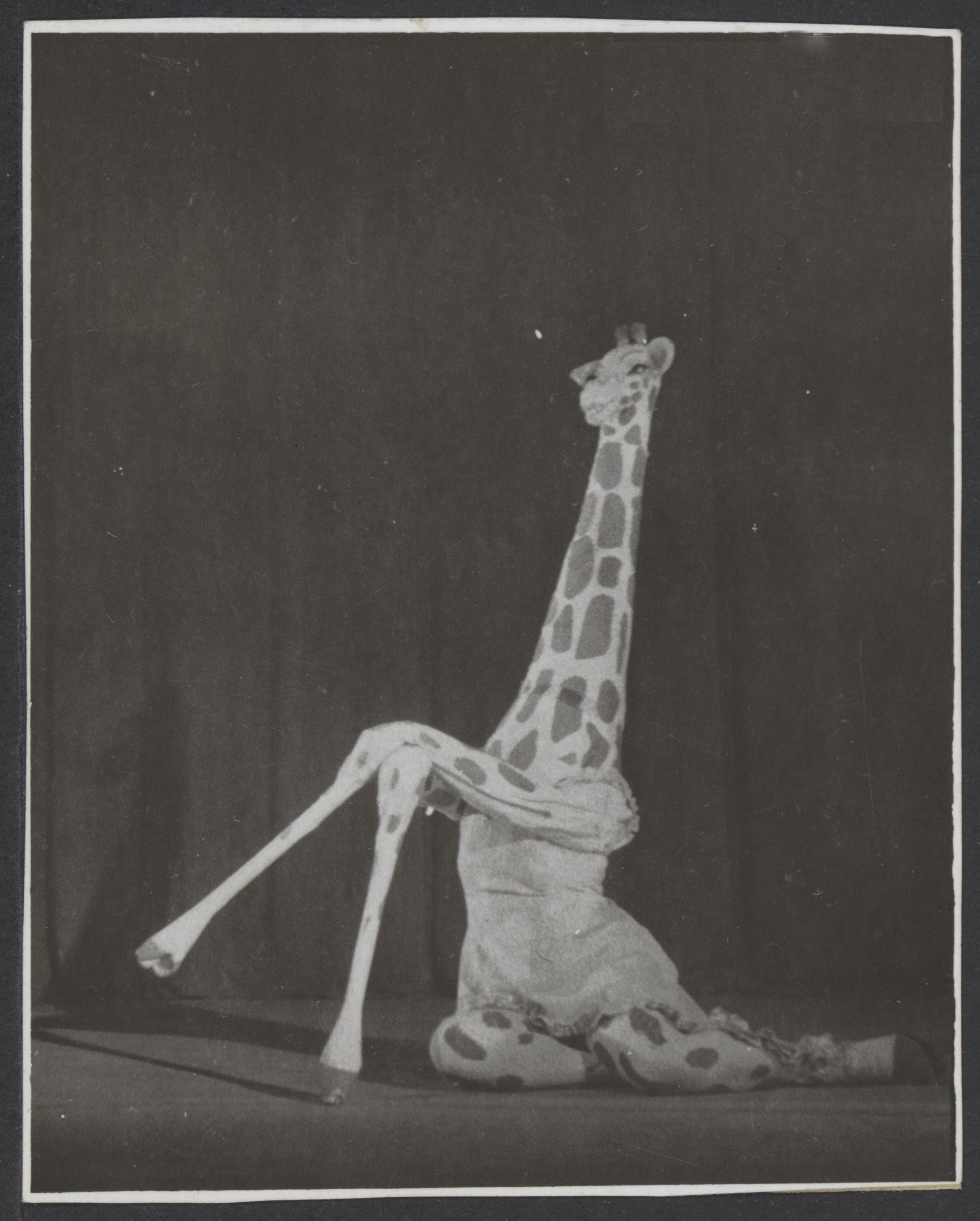
Salon Giraf
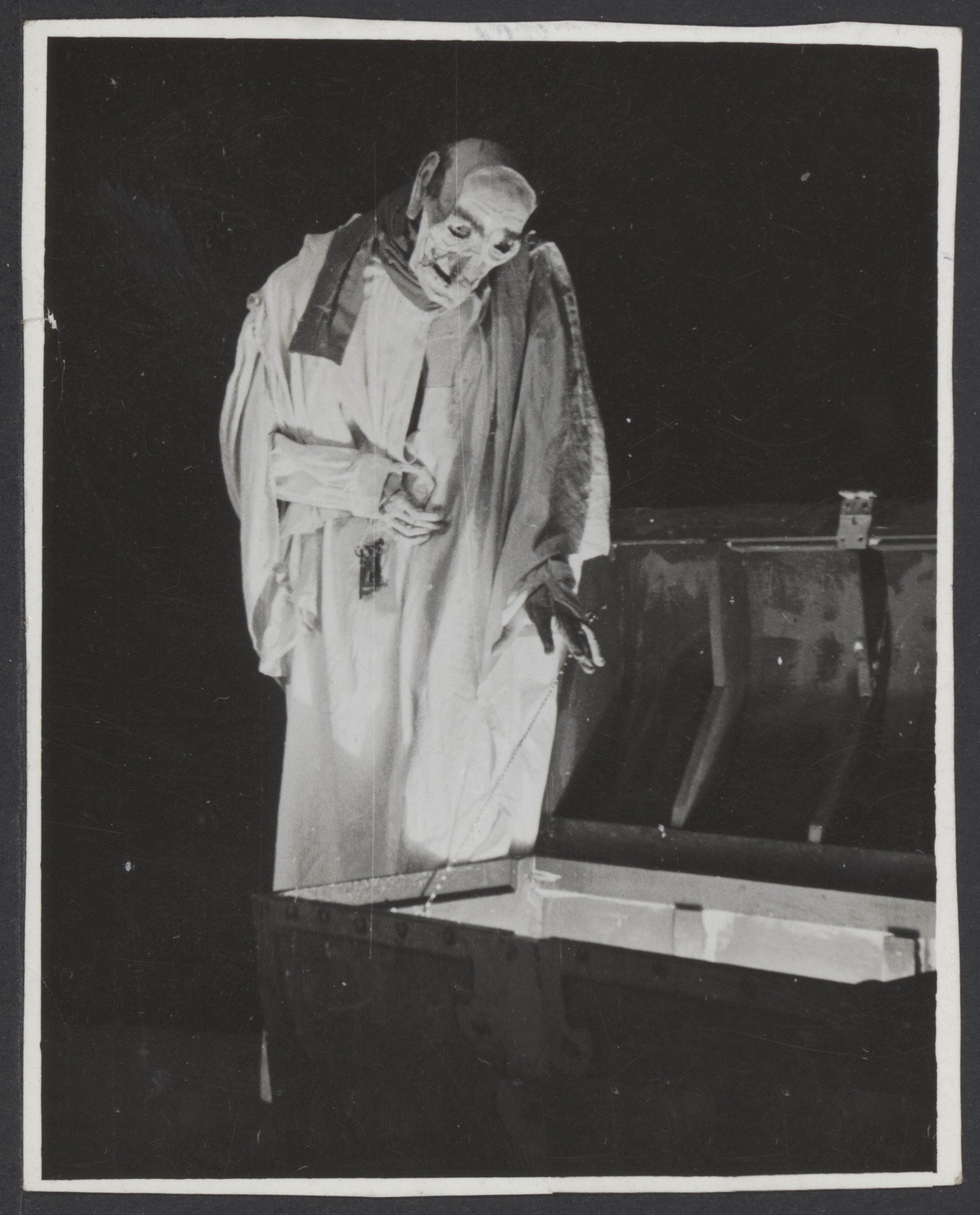
De vrek